# Notoleptopus decaisnei
Notoleptopus decaisnei är en emblikaväxtart som först beskrevs av George Bentham, och fick sitt nu gällande namn av Maria Sergeevna Vorontsova och Petra Hoffm.. Notoleptopus decaisnei ingår i släktet Notoleptopus och familjen emblikaväxter. Inga underarter finns listade i Catalogue of Life.